# Focke-Wulf Ta 152
Focke-Wulf Ta 152 - foi um caça da Alemanha nazista, durante a Segunda Guerra Mundial. Esse caça foi construído pela fábrica da Focke-Wulf, sendo ele o primeiro caça projetado pelo Dr. Kurt Tank a receber as iniciais de seu projetista.
O Ta 152 teria sido um dos melhores caças da Segunda Grande Guerra Mundial. O projeto atendia às preocupações da Luftwaffe, relativas aos problemas dos seus caças em combates a grande altitude, principalmente enfrentando formações de bombardeiros pesados. O avião apresentada excelente desempenho, sobretudo pelo seu excepcional tecto de serviço, mas devido aos problemas de falta de matéria-prima e combustível, só entrou em combate nas semanas finais do conflito. Tendo ainda alcançado 7 vitórias, incluindo um Hawker Tempest, mas tendo sofrido 4 perdas contra Spitfires e Tempests. Após a guerra, alguns modelos capturados foram testados pelos aliados.